# Thierry Mébarki
Pour les articles homonymes, voir Mebarki.
Thierry Mébarki est coloriste français de bande-dessinée frère du dessinateur Frédéric Mébarki. Tous deux travaillent sur les albums d'Astérix.

## Publications

### Albums
- Comment Obélix est tombé dans la marmite du druide quand il était petit (dessin d'Albert Uderzo et scénario de René Goscinny)
- Astérix chez Rahazade (dessin et scénario d'Albert Uderzo)
- La Rose et le Glaive (dessin et scénario d'Albert Uderzo)
- La Galère d'Obélix (dessin et scénario d'Albert Uderzo)
- Astérix et Latraviata (dessin et scénario d'Albert Uderzo)
- Le ciel lui tombe sur la tête (dessin et scénario d'Albert Uderzo)
- L'Anniversaire d'Astérix et Obélix - Le Livre d'or (dessin et scénario d'Albert Uderzo)
- Astérix et le secret des primeurs nantais (album publicitaire, dessin et scénario d'Albert Uderzo)
- Vive la Gaule (dessin de Gotlib et scénario de Gotainer)
- Le Rendez-vous du chef (livre-jeu sur Astérix)

### Autres
- Vive la Gaule (cover du 33 tours, sur un crayon d'Albert Uderzo)
- Diverses illustrations pour des jeux Nathan